# Турањ (Свети Филип и Јаков)
Турањ је насељено место у саставу општине Свети Филип и Јаков у Задарској жупанији, Република Хрватска.

## Историја
До територијалне реорганизације у Хрватској налазио се у саставу старе општине Биоград на Мору.

## Становништво
На попису становништва 2011. године, Турањ је имао 1.207 становника.

## Попис1991.
На попису становништва 1991. године, насељено место Турањ је имало 1.062 становника, следећег националног састава:
| Попис 1991.‍   | Попис 1991.‍ | Попис 1991.‍ | Попис 1991.‍ | Попис 1991.‍ |
| ------------- | ----------- | ----------- | ----------- | ----------- |
|               |             |             |             |             |
| Хрвати        | Хрвати      |             | 1.032       | 97,17%      |
| Мађари        | Мађари      |             | 7           | 0,65%       |
| Муслимани     | Муслимани   |             | 7           | 0,65%       |
| Срби          | Срби        |             | 3           | 0,28%       |
| Словенци      | Словенци    |             | 2           | 0,18%       |
| Југословени   | Југословени |             | 1           | 0,09%       |
| Украјинци     | Украјинци   |             | 1           | 0,09%       |
| остали        | остали      |             | 1           | 0,09%       |
| непознато     | непознато   |             | 8           | 0,75%       |
| укупно: 1.062 |             |             |             |             |